# Cancellata
Cancellata zijn een onderorde van mosdiertjes (Bryozoa) uit de orde van de Cyclostomatida.

## Taxonomie
De volgende families zijn bij de onderorde ingedeeld:
- Calvetiidae Borg, 1944
- Canaliporidae Brood, 1972  †
- Crassodiscoporidae Brood, 1972  †
- Crisinidae d'Orbigny, 1853
- Cytididae d'Orbigny, 1854
- Horneridae Smitt, 1867
- Petaloporidae Gregory, 1899
- Pseudidmoneidae Borg, 1944
- Stigmatoechidae Brood, 1972

### Synoniemen
- Radioporidae → Lichenoporidae Smitt, 1867
- Stegohorneridae Borg, 1944 → Stigmatoechidae Brood, 1972